# Geron lepidus
Geron lepidus är en tvåvingeart som beskrevs av Wray Merrill Bowden 1962. Geron lepidus ingår i släktet Geron och familjen svävflugor.
Artens utbredningsområde är Kongo. Inga underarter finns listade i Catalogue of Life.